# علی حبیب محمود
علی حبیب محمود (عربی: علی حبیب محمود) (متولد ۱ ژانویه ۱۹۳۹ – درگذشته ۲۰ مارس ۲۰۲۰) نظامی سوری بود. وی از یک دانشگاه نظامی در سال ۱۹۶۲ مدرک گرفت. وی ریاست وزارت دفاع سوریه را از ژوئن ۲۰۰۹ تا اوت ۲۰۱۱ بر عهده داشت. در سپتامبر ۲۰۱۳، مخالفین دولت مرکزی سوریه ادعا کردند که وی از دولت سوریه جدا شده است و در ترکیه اقامت دارد.
اما در مقابل تلویزیون دولتی سوریه آن را تکذیب کرد. وی در ۲۰ مارس ۲۰۲۰، در سن ۸۱ سالگی درگذشت.